# Jay Saldi
Jay Saldi é um ex-jogador profissional de futebol americano estadunidense.

## Carreira
Jay Saldi foi campeão da temporada de 1977 da National Football League jogando pelo Dallas Cowboys.